# 灯草和尚
《灯草和尚》（又名：《灯草和尚传》、《和尚缘》、《灯花梦全传》），作者署名为元朝临安高则诚。具体作者学术界尚有疑问和争议。

## 内容
全书讲述元朝末年，一个叫杨知县的妻子汪氏及其婢女暖玉、女儿长姑和女婿李可白、灯草幻化的和尚、道士周自如之间混乱的多角性关系故事。

## 思想
全书旨要在于宣扬性欲的合理性和反对封建礼教。

## 版本
全书一共六卷十二回。

## 禁毁
清朝统治者为了稳定政权，控制文化，列出了各种各样的禁书，其中，性文学小说之首就是《灯草和尚》。其次有六大禁书：《载花船》、《蜃楼志》、《品花宝鉴》、《闹花丛》、《株林野史》、《綠野仙蹤》。

## 相关作品
1992年于香港上映的三级片《灯草和尚》，导演为黎继明，由陈宝莲、黄德斌主演。